# Квятковский, Теофиль
Теофиль Якса Антони Квятко́вский (пол. Teofil Jaksa Antoni Kwiatkowski; 21 февраля 1809, Пултуск — 14 августа 1891, Аваллон, Франция) — польский художник, представитель романтизма, участник ноябрьского восстания 1830—1831 годов.

## Биография
После поражения восстания 1830—1831 годов эмигрировал во Францию. Жил и работал сначала в Авиньоне, затем в Париже. Дружил с Адамом Мицкевичем и Фредериком Шопеном.

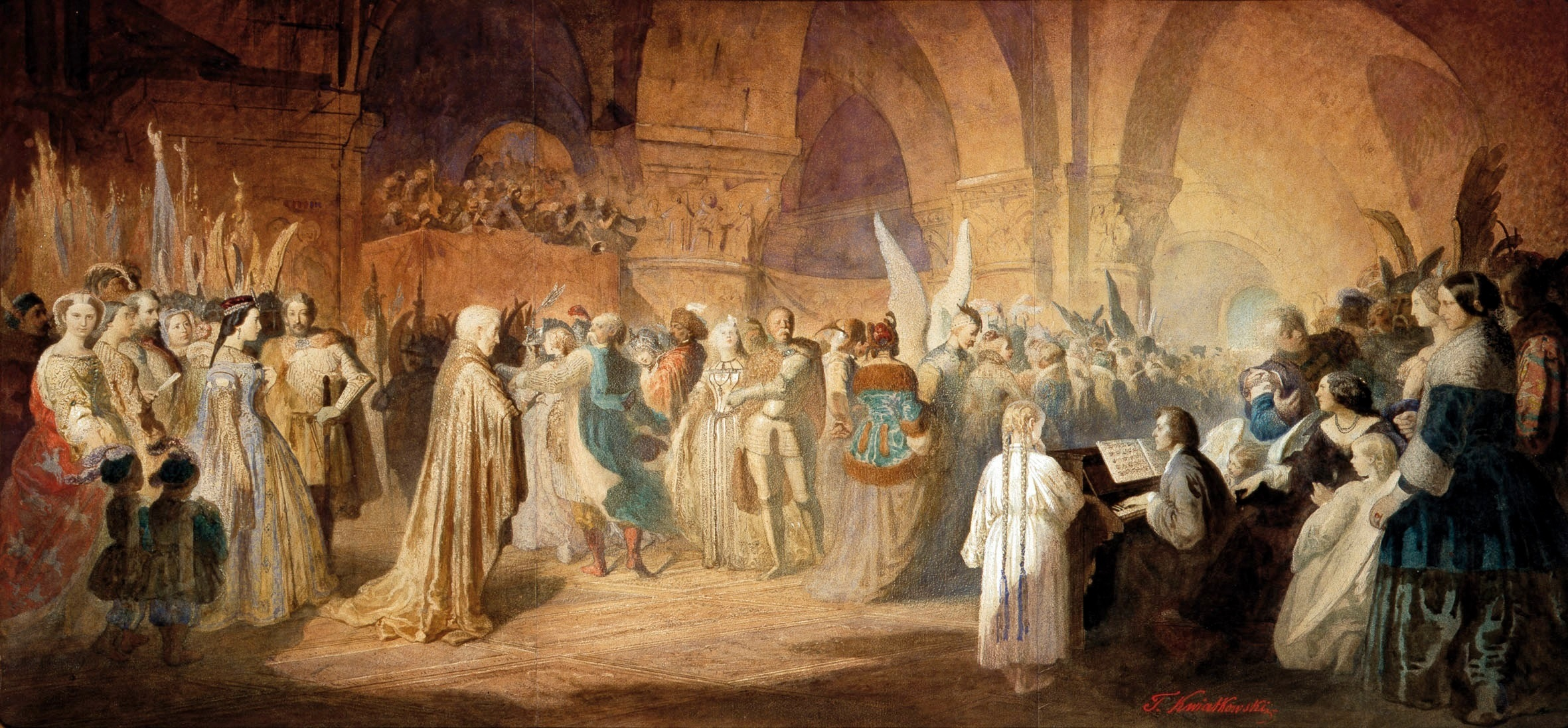
Т. Квятковский «Полонез Шопена — Бал в отеле Ламбер»

Т. Квятковский «Пейзаж долины Кузен близ Аваллона»

## Творчество
Ученик А. Бродовского и А. Я. Бланка. Писал в основном пейзажи (во время своих путешествий по Франции), портреты, а также картины на аллегорические и бытовые сюжеты.

## Основные произведения
- Полонез Шопена - бал в отеле Ламбер (пол. Polonez Chopina - Bal w Hotel Lambert w Paryżu), 1849-1860, акварель, гуашь на бумаге, Национальный музей, Познань
- Пейзаж долины Кузен близ Аваллона (пол. Pejzaż Doliny Cousin koło Avallon), до 1871, Национальный музей, Варшава